# Amore mio/Tum Tum Tum
Amore mio/Tum Tum Tum è un singolo del gruppo musicale statunitense Wess & The Airedales, pubblicato dalla Durium nel 1969.

## I brani

### Amore mio
Amore mio, pubblicato sul lato A del singolo, è il brano scritto da Mogol e composto da Damiano Dattoli. Verrà inserito nell'album Quando, che uscirà l'anno dopo. Gli arrangiamenti sono di 
Claudio Valle.

### Tum Tum Tum
Tum Tum Tum, pubblicato sul lato B del singolo e presente anche nell'album A Warmer Shade of Wess, è il brano scritto da Maurizio Attanasio e composto da Herbert Pagani. Gli arrangiamenti sono di Marcello Minerbi.

## Tracce
1. Amore mio – 3:04
2. Tum Tum Tum – 3:23